# Noyers (Eure)
Bernouville ist eine französische Gemeinde mit 251 Einwohnern (Stand: 1. Januar 2022) im Département Eure in der Region Normandie (vor 2016 Haute-Normandie). Sie gehört zum Arrondissement Les Andelys und zum Kanton  Gisors. Die Einwohner werden Nucériens genannt.

## Geographie
Noyers liegt etwa 77 Kilometer ostsüdöstlich von Rouen. Umgeben wird Noyers von den Nachbargemeinden Chauvincourt-Provement im Norden und Nordwesten, Dangu im Osten und Nordosten, Guerny im Süden und Südosten sowie Vesle im Westen.

## Bevölkerungsentwicklung
| Jahr                      | 1962 | 1968 | 1975 | 1982 | 1990 | 1999 | 2006 | 2013 |
| Einwohner                 | 176  | 201  | 178  | 212  | 193  | 223  | 281  | 267  |
| Quelle: Cassini und INSEE |      |      |      |      |      |      |      |      |

## Sehenswürdigkeiten
- Kirche Notre-Dame

## Persönlichkeiten
- Henri Vever (1854–1942), Juwelier, Kunstsammler und Schriftsteller